# Blue Albion
La blue albion est une race bovine britannique. C'est une race relativement récente issue de métissage qui peut aussi porter le nom de blue english.

## Origine
C'est une race crée au début du XXe siècle par métissage de welsh black et de shorthorn laitière blanche. Cette opération a eu lieu dans le Derbyshire où les sujets produits étaient bleus (poils noirs et blanc mélangés) et bons producteurs. Leur premier nom a été blue bakewell. Des sujets bleus issus de shorthorn-holstein ont aussi été admis et un registre généalogique est ouvert en 1916.
En 1922, le troupeau dépasse les 100 000 individus dont 3 237 vaches sont déclarées animaux fondateurs de la race. En 1923-1924, une épidémie de fièvre aphteuse décime les élevages et une crise économique fait baisser le prix des animaux. Les élevages laitiers choisissent préférentiellement les races ayrshire et holstein. Dans les années 1930, il ne reste que 120 vaches et 50 taureaux. L'association des éleveurs cesse ses activités en 1940. 
Une association d'éleveurs a été recréée en 1994. Elle gère un registre qui n'est pas reconnu officiellement dans la liste des races britanniques et fédère des petits éleveurs avec des troupeaux modestes.

## Morphologie
Elle porte une robe bleue, résultante du mélange de poils noirs et blancs (rouan obligatoire). Des nuances dans la proportion de blanc et noirs donnent souvent une tête plus sombre. La stature est de type mixte avec une carcasse musclée sans être ronde et des mamelles bien développées et aptes à la traite.
La taille est moyenne, entre celles des holstein et jersiaise.

## Aptitudes
Le passé de vache laitière mixte est révolu et la taille modeste des élevages a conduit a transformer l'usage en vaches allaitantes. L'aptitude laitière est ainsi utilisée pour la nourriture de veaux à croissance rapide.

## Sources